# Ángeles (Lugo)
Ángeles (llamada oficialmente San Mamede dos Anxos) es una parroquia española del municipio de Lugo, en la provincia de Lugo, Galicia.

## Otras denominaciones
La parroquia también es conocida por los nombres de San Mamede de Ánxeles y San Mamede dos Ánxeles.

## Organización territorial
La parroquia está formada por cinco entidades de población, constando tres de ellas en el nomenclátor del Instituto Nacional de Estadística español:
- Barxa
- Cardoso
- Nadela
- San Mamede
- Viador

## Demografía
| Gráfica de evolución demográfica de Ángeles entre 2000 y 2020 |
|                                                               |
| Datos según el nomenclátor publicado por el INE.              |